# Cantone di Domme
Il Cantone di Domme era una divisione amministrativa dell'arrondissement di Sarlat-la-Canéda.
A seguito della riforma approvata con decreto del 21 febbraio 2014, che ha avuto attuazione dopo le elezioni dipartimentali del 2015, è stato soppresso.

## Composizione
Comprendeva i comuni di:
- Bouzic
- Castelnaud-la-Chapelle
- Cénac-et-Saint-Julien
- Daglan
- Domme
- Florimont-Gaumier
- Groléjac
- Nabirat
- Saint-Aubin-de-Nabirat
- Saint-Cybranet
- Saint-Laurent-la-Vallée
- Saint-Martial-de-Nabirat
- Saint-Pompont
- Veyrines-de-Domme